# 董其昌书画艺术博物馆
董其昌书画艺术博物馆（英語：Dong Qichang Art Museum of Painting and Calligraphy）是一座位于上海的书画主题博物馆，是中国首家董其昌专题馆。

## 历史
2015年12月开工建设，2018年12月25日建成开放，位于上海松江区古典园林醉白池内。据清代章明鹤《谷水旧闻》记载，此处曾为董其昌觞咏处。博物馆建筑面积1,500平方米，其中新建1,200平方米。馆藏文物90余件套，其中书画作品80件套。

## 营业时间
- 周二至周日：上午九点至下午四点
- 周一闭馆

## 交通
- 上海轨道交通9号线醉白池站